# ماري آن مانشيني
ماري آن مانشيني (بالفرنسية: Marie Anne Mancini)‏ هي صاحبة صالون أدبي فرنسية، ولدت في 1649 في روما في إيطاليا، وتوفيت في 20 يونيو 1714 في كليشي في فرنسا.